# Отношения Гвинеи-Бисау и КНДР
Дипломатические отношения между Гвинеей-Бисау и Корейской Народно-Демократической Республикой включают в себя текущие и исторические отношения между Гвинеей-Бисау и Корейской Народно-Демократической Республикой. Обе страны не имеют посольства в своих столицах.

## История
Во время Холодной Войны КНДР, как и многие другие государства, присоединившиеся к Советскому Союзу или вообще выступавшие против колониализма, оказывала военную, политическую и дипломатическую помощь Африканской партии независимости Гвинеи и Кабо-Верде (PAIGC) — движению, которое боролось с Португалией в войне за независимость Гвинеи-Бисау. До обретения независимости Амилкар Кабрал и другие члены PAIGC побывали в КНДР (и встретились там с Ким Ир Сеном), Китае и Японии. После становления независимости Гвинея-Бисау установила дипломатические отношения с КНДР 16 марта 1974 года. Гвинея-Бисау была одной из многих африканских стран, признавших КНДР, но отказавших в признании Южной Кореи в середине 1970-х годов. Ранее у КНДР было посольство в Бисау.
В 1977 году, за несколько лет до своего свержения, первый лидер независимой Гвинеи-Бисау — президент Луис Кабрал — посетил Пхеньян, где встретился с Ким Ир Сеном. Десять лет спустя, в свой 70-й день рождения, в 1982 году, Ким Ир Сен был награждён Орденом Амилкара Кабрала правительством Гвинеи-Бисау.